# Metropolitan Borough of Gateshead
Gateshead – dystrykt metropolitalny w hrabstwie ceremonialnym Tyne and Wear w Anglii. W 2011 roku dystrykt liczył 200 214 mieszkańców.

## Miasta
- Blaydon
- Gateshead
- Ryton
- Whickham

## Inne miejscowości
Birtley, Chopwell, Crawcrook, Crookhill, Felling, Greenside, Heworth, High Spen, Kibblesworth, Lamesley, Lobley Hill, Rowlands Gill, Sheriff Hill, Sunniside, Wrekenton.